# グランシャリオクイーンズ
グランシャリオクイーンズは、ホッカイドウ競馬・門別競馬場ダート1700mで施行される地方競馬の重賞競走である。格付けはH3。

## 概要
秋季牝馬路線の更なる充実を図る目的で2024年度に新設されたホッカイドウ競馬所属の3歳以上牝馬によって行われる重賞競走である。第1回の格付けはH3、施行場・距離は門別ダート1700mで負担重量は別定。
第1回よりホッカイドウ競馬のシリーズ「カウントアップチャレンジ」のカウントアップLに組み込まれている。

### 条件・賞金等（2024年）
出走条件
サラブレッド系3歳以上牝馬、北海道所属
負担重量
別定
賞金額
1着500万円、2着140万円、3着105万円、4着70万円、5着35万円。

### スタリオンシリーズ
第1回よりスタリオンシリーズに指定されており、種牡馬の次年度配合権利が副賞となっている。対象種牡馬及び付与対象は以下の通り。
| 回次  | 種牡馬           | 付与対象 | 出典  |
| ----- | ---------------- | -------- | ----- |
| 第1回 | ウエストオーバー | 生産牧場 | [ 1 ] |

## 歴代優勝馬
| 回次  | 施行日         | 優勝馬         | 性齢 | 所属   | タイム | 優勝騎手 | 管理調教師 | 馬主                |
| ----- | -------------- | -------------- | ---- | ------ | ------ | -------- | ---------- | ------------------- |
| 第1回 | 2024年10月10日 | サンオークレア | 牝5  | 北海道 | 1:49.2 | 石川倭   | 五十嵐冬樹 | (株) 加藤ステーブル |

### 各回競走結果の出典
- グランシャリオクイーンズ　歴代優勝馬 - 地方競馬全国協会
- JBISサーチ
  - 2024年